# Латвия на летних Олимпийских играх 1924
Латвия принимала участие в Летних Олимпийских играх 1924 года в Париже (Франция), но не завоевала ни одной медали.

## Результаты соревнований

### Бокс
Спортсменов — 2
| Спортсмен        | Категория  | 1/16                         | 1/8                  | Четвертьфиналы       | Полуфиналы           | Финал                | Место |
| Спортсмен        | Категория  | Соперник Результат           | Соперник Результат   | Соперник Результат   | Соперник Результат   | Соперник Результат   | Место |
| ---------------- | ---------- | ---------------------------- | -------------------- | -------------------- | -------------------- | -------------------- | ----- |
| Эрнестс Гутманис | до 61,2 кг | Хорхе Николарес Уругвай Пор. | Завершил выступление | Завершил выступление | Завершил выступление | Завершил выступление | 17    |
| Вилис Хейнце     | до 66,7 кг |                              |                      |                      |                      |                      |       |

### Борьба
Спортсменов — 6
Греко-римская борьба
| Борец            | Весовая категория | Отборочная группа                                   | Отборочная группа                      | Отборочная группа                    | Отборочная группа                    | Отборочная группа | Отборочная группа | Отборочная группа | Отборочная группа | Финальный раунд           | Финальный раунд |
| Борец            | Весовая категория | Раунд 1 Результат                                   | Раунд 2 Результат                      | Раунд 3 Результат                    | Раунд 4 Результат                    | Раунд 5 Результат | Раунд 6 Результат | Раунд 7 Результат | Место             | Финальный раунд Результат | Место           |
| ---------------- | ----------------- | --------------------------------------------------- | -------------------------------------- | ------------------------------------ | ------------------------------------ | ----------------- | ----------------- | ----------------- | ----------------- | ------------------------- | --------------- |
| Албертс Криевс   | до 58 кг          | Йоханнес ван Марен Нидерланды Пор. по очкам         | Арманд Мадьяр Венгрия Пор. по очкам    | н/д                                  | н/д                                  | н/д               |                   |                   | 17                | NQ                        | NQ              |
| Янис Рудзитис    | до 62 кг          | Карл Мезулиан Австрия Пор. по очкам                 | Сёрен Эриксен Дания Пор. туше, 5:00    | н/д                                  | н/д                                  | н/д               | н/д               | н/д               | 18                | NQ                        | NQ              |
| Рудолфс Ронис    | до 67,5 кг        | Луи Кристоффель Бельгия Поб. по очкам               | Фуат Акбаш Турция Поб. туше, 17:50     | Альфред Пракс Эстония Поб. по очкам  | Лайош Керестеш Венгрия Пор. по очкам | н/д               |                   |                   | 9                 | NQ                        | NQ              |
| Карлис Вилциньш  | до 75 кг          | Вилхелмюс Долл Нидерланды Поб. по очкам             | Карл Нильссон Швеция Пор. по очкам     | Никола Грбич Югославия Пор. по очкам | н/д                                  | н/д               | н/д               |                   | 15                | NQ                        | NQ              |
| Арнолдс Бауманис | до 82,5 кг        | Франц Сакс Австрия Поб. отказ от продолжения, 14:00 | Свен Нильсен Дания Пор. туше, 8:43     | н/д                                  | н/д                                  | н/д               | н/д               |                   | 12                | NQ                        | NQ              |
| Янис Полис       | свыше 82,5 кг     | Эмиль Ларсен Дания Пор. по очкам                    | Марчелло Джурия Италия Поб. туше, 6:52 | Люсьен Потье Бельгия Поб. по очкам   | Раймунд Бадо Венгрия Пор. неявка     | н/д               |                   |                   | 5                 | NQ                        | NQ              |

### Велоспорт
Спортсменов — 4
 Трековый велоспорт
Спринт
| Соревнование | Велосипедист       | Раунд 1                                            | Утешительный 1                                   | Утешительный финал             | Четвертьфинал                  | Полуфинал                      | Финал                          | Финал |
| Соревнование | Велосипедист       | Соперник Время Скорость (км/ч)                     | Соперник Время Скорость (км/ч)                   | Соперник Время Скорость (км/ч) | Соперник Время Скорость (км/ч) | Соперник Время Скорость (км/ч) | Соперник Время Скорость (км/ч) | Место |
| ------------ | ------------------ | -------------------------------------------------- | ------------------------------------------------ | ------------------------------ | ------------------------------ | ------------------------------ | ------------------------------ | ----- |
| Спринт       | Артурс Зейберлиньш | Жан Кюньо Франция Джордж Оуэн Великобритания П     | Хольгер Гульдагер Дания Эухенио Грет Аргентина П | NQ                             | NQ                             | NQ                             | NQ                             | NQ    |
| Спринт       | Робертс Плуме      | Франческо Дель Гроссо Италия Ян Лазарский Польша П | Джордж Оуэн Великобритания Ян Лазарский Польша П | NQ                             | NQ                             | NQ                             | NQ                             | NQ    |

Командная гонка преследования
| Велосипедисты                                                      | Соревнование                  | Раунд 1                                                                 | Четвертьфинал | Полуфинал      | Финал          | Финал |
| Велосипедисты                                                      | Соревнование                  | Время                                                                   | Место         | Соперник Время | Соперник Время | Место |
| ------------------------------------------------------------------ | ----------------------------- | ----------------------------------------------------------------------- | ------------- | -------------- | -------------- | ----- |
| Андрейс Апситис Робертс Плуме Фридрихс Укстиньш Артурс Зейберлиньш | Командная гонка преследования | Польша (POL) Юзеф Ланге Ян Лазарский Томаш Станкевич Францишек Шимчик П | NQ            | NQ             | NQ             | 7     |

### Лёгкая атлетика
Спортсменов — 10
| Дисциплина              | Спортсмен          | Предварительный раунд | Предварительный раунд | Четвертьфиналы       | Четвертьфиналы       | Полуфиналы           | Полуфиналы           | Финал                | Финал                |
| Дисциплина              | Спортсмен          | Результат             | Место                 | Результат            | Место                | Результат            | Место                | Результат            | Место                |
| ----------------------- | ------------------ | --------------------- | --------------------- | -------------------- | -------------------- | -------------------- | -------------------- | -------------------- | -------------------- |
| 100 м                   | Артурс Гедвилло    |                       | 5                     | Завершил выступление | Завершил выступление | Завершил выступление | Завершил выступление | Завершил выступление | Завершил выступление |
| 100 м                   | Гвидо Екалс        |                       | 5                     | Завершил выступление | Завершил выступление | Завершил выступление | Завершил выступление | Завершил выступление | Завершил выступление |
| 100 м                   | Йоханс Оя          |                       | 2 Q                   |                      | 5                    | Завершил выступление | Завершил выступление | Завершил выступление | Завершил выступление |
| 100 м                   | Ото Севишко        | 11,8                  | 2 Q                   |                      | 5                    | Завершил выступление | Завершил выступление | Завершил выступление | Завершил выступление |
| 200 м                   | Гвидо Екалс        |                       | 3                     | Завершил выступление | Завершил выступление | Завершил выступление | Завершил выступление | Завершил выступление | Завершил выступление |
| 200 м                   | Йоханс Оя          |                       | 2 Q                   |                      | 4                    | Завершил выступление | Завершил выступление | Завершил выступление | Завершил выступление |
| 200 м                   | Ото Севишко        |                       | 5                     | Завершил выступление | Завершил выступление | Завершил выступление | Завершил выступление | Завершил выступление | Завершил выступление |
| 5000 м                  | Артурс Мотмиллерс  |                       |                       |                      |                      |                      | 13                   | Завершил выступление | Завершил выступление |
| 5000 м                  | Вилис Циммерманис  |                       |                       |                      |                      |                      | 12                   | Завершил выступление | Завершил выступление |
| 10 000 м                | Артурс Мотмиллерс  |                       |                       |                      |                      |                      |                      | 32:44,0              | 10                   |
| 10 000 м                | Вилис Циммерманис  |                       |                       |                      |                      |                      |                      | DNF                  | —                    |
| ходьба на 10 километров | Алфредс Калниньш   |                       |                       |                      |                      | DSQ                  | 7                    | Завершил выступление | Завершил выступление |
| ходьба на 10 километров | Арвидс Кибилдс     |                       |                       |                      |                      | DSQ                  | 9                    | Завершил выступление | Завершил выступление |
| ходьба на 10 километров | Алфредс Рукс       |                       |                       |                      |                      | DSQ                  | 10                   | Завершил выступление | Завершил выступление |
| толкание ядра           | Арвидс Кибилдс     | 12,53                 | 19                    | Завершил выступление | Завершил выступление | Завершил выступление | Завершил выступление | Завершил выступление | Завершил выступление |
| метание диска           | Арвидс Кибилдс     | 35,79                 | 22                    | Завершил выступление | Завершил выступление | Завершил выступление | Завершил выступление | Завершил выступление | Завершил выступление |
| метание диска           | Теодорс Сукатниекс | 35,985                | 21                    | Завершил выступление | Завершил выступление | Завершил выступление | Завершил выступление | Завершил выступление | Завершил выступление |
| метание копья           | Арвидс Кибилдс     | 50,15                 | 16                    | Завершил выступление | Завершил выступление | Завершил выступление | Завершил выступление | Завершил выступление | Завершил выступление |
| десятиборье             | Гвидо Екалс        |                       |                       |                      |                      |                      |                      | 5981,670             | 14                   |

### Тяжёлая атлетика
Спортсменов — 4
| Спортсмен        | Категория     | Вес   | Рывок одной рукой | Рывок одной рукой | Рывок одной рукой | Толчок одной рукой | Толчок одной рукой | Толчок одной рукой | Жим  | Жим  | Жим   | Рывок двумя руками | Рывок двумя руками | Рывок двумя руками | Толчок двумя руками | Толчок двумя руками | Толчок двумя руками | Всего | Место |
| Спортсмен        | Категория     | Вес   | 1                 | 2                 | 3                 | 1                  | 2                  | 3                  | 1    | 2    | 3     | 1                  | 2                  | 3                  | 1                   | 2                   | 3                   | Всего | Место |
| ---------------- | ------------- | ----- | ----------------- | ----------------- | ----------------- | ------------------ | ------------------ | ------------------ | ---- | ---- | ----- | ------------------ | ------------------ | ------------------ | ------------------- | ------------------- | ------------------- | ----- | ----- |
| Эрикс Рауска     | до 67,5 кг    | 67,5  | 60                | 65                | 67,5              | 80                 | 85                 | 85                 | 65   | 70   | 75    | 80                 | 80                 | 80                 | 100                 | 105                 | —                   | 325   | 21    |
| Албертс Озолиньш | до 75 кг      | 74,9  | 67,5              | 72,5              | 72,5              | 82,5               | 82,5               | 87,5               | 77,5 | 82,5 | 82,5  | 90                 | 95                 | 95                 | 112,5               | 117,5               | 117,5               | 340   | 25    |
| Эрикс Рейхманис  | до 82,5 кг    | 80,7  | 65                | 65                | 70                | 82,5               | 87,5               | 87,5               | 80   | 85   | 85    | 75                 | 80                 | 85                 | 105                 | 110                 | 112,5               | 430   | 15    |
| Карлис Лейландс  | свыше 82,5 кг | 110,3 | 75                | 75                | 77,5              | 82,5               | 87,5               | 90                 | 100  | 100  | 102,5 | 95                 | 100                | 105                | 125                 | 132,5               | 135                 | 497,5 | 5     |

### Футбол
Спортсменов — 22